# Фидел Куаме
Фидел Куаме е котдивоарски футболист, нападател. Бивш футболист на българските клубове Рилски спортист и Етър 1924. Играе във футзалния тим на ЦСКА.

## Кариера
Започва кариерата си в Асек Жюн и играе по долните дивизии на Кот д'Ивоар. През 2007 е привлечен в Рилски Спортист, където играе 2,5 сезона. Записва 9 мача в А група през сезон 2006/07. Има 26 мача и 7 гола през сезон 2008/09. В началото на 2010 Фидел изкарва проби в Ком-Миньор (Берковица) и е привлечен в отбора. След фалирането на Ком остава свободен агент. От лятото на 2011 е футболист на Етър, но не изиграва нито един официален мач, тъй като не е картотекиран за първенството. През това време играе за аматьорския Спарта (Самоводене). През 2012 година преминава в ПФК Септември (Симитли). Там Фидел записва 13 мача и 2 попадения. През лятото на 2013 преминава като свободен агент във Велбъжд (Кюстендил).